# Sympetrum villosum
Sympetrum villosum is een libellensoort uit de familie van de korenbouten (Libellulidae), onderorde echte libellen (Anisoptera).
De wetenschappelijke naam Sympetrum villosum is voor het eerst geldig gepubliceerd in 1911 door Ris.